# Зеленой, Никандр Ильич
Никандр Ильич Зеленой (1829—1888) — генерал-майор по адмиралтейству, член ученого отделения Морского технического комитета, педагог, переводчик, писатель

-публицист (псевдоним Н.З.); на протяжении двадцати лет (1866—1886) занимал должность редактора журнала по военно-морской тематике «Морской сборник», который в то время являлся официальным печатным органом военно-морского ведомства Российской империи. Брат генерала И. И. Зеленого.

## Биография
Никандр Зеленой родился 7 февраля 1829 года; из дворян. Воспитывался в Морском кадетском корпусе, куда поступил в 1840 году, и был произведён в мичманы в 1846 году. Окончив затем курс в офицерских классах и получив чин лейтенанта, Зеленой занялся преподаванием морских наук в Морском корпусе и вместе с тем научной деятельностью. Помимо своей педагогической деятельности, он на первых же порах занимался переводом на русский язык ежегодно издававшихся морских альманахов с астрономическими таблицами, необходимыми для мореплавателей. 
В 1859 году Никандр Ильич Зеленой был назначен правителем канцелярии главного командира Архангельского порта, а в следующем году — начальником гидрографической части Николаевского порта. Будучи раньше деятельным помощником своего брата Ивана Ильича Зеленого по редактированию «Морского сборника», он в 1866 году сам стал редактором этого журнала, сменив на этом посту капитана второго ранга В. П. Мельницкого. 
Произведенный в 1871 году в капитаны 1-го ранга, Зеленой в 1876 году назначается членом ученого отделения Морского технического комитета, а в 1885 году производится в генерал-майоры и передает должность редактора «Морского сборника» своему помощнику, капитану B. А. Купреянову. За двадцатилетний период деятельности в качестве редактора «Морского сборника», благодаря своей исключительной эрудиции и энергии, сумел настолько хорошо поставить дело, что журнал являлся точным и полным выразителем морского прогресса по всем его отраслям. 1860-е года, явившиеся переходным периодом от парусных судов к паровым и от деревянных к железным и бронированным кораблям, появление ряда новых типов судов, быстрое развитие паровых двигателей, нарезной артиллерии, первых мин, усиленное развитие прикладных морских наук, — всё это требовало от редактора официального периодического печатного издания Морского министерства Российской империи проникновенного понимания важности быстро следовавших явлений в многочисленных отраслях военно-морского дела. Зеленой по справедливости может считаться образцом для деятелей этого рода. Следя сам за всеми доступными иностранными литературными источниками, он вместе с тем сумел привлечь к сотрудничеству наших наиболее талантливых морских офицеров. Укрепив тесную связь с флотом, Зеленой оказывал всяческую поддержку молодым авторам, среди которых следует указать известных впоследствии деятелей на поприще морских наук: академика Ф. Ф. Врангеля, И. П. Колонга, С. О. Макарова, Шпиндлера и других. 
Никандр Ильич Зеленой скончался 20 декабря 1888 года. Похоронен на Смоленском православном кладбище в Санкт-Петербурге.

## Избранная библиография
- «О пароходо-парусных судах с винтовым двигателем».
- «Письма из Ниццы с парохода Олаф».
- «О плавании по дуге большого круга».
- «Разбор некоторых карт атласа Черного моря» («Морской сборник» 1851, 1857, 1858 и 1861 гг.).